# Samsung Galaxy Tab Pro 10.1
Samsung Galaxy Tab Pro 10.1 là máy tính bảng 10.1-inch chạy hệ điều hành Android sản xuất và phân phối bởi Samsung Electronics. Nó thuộc về dòng thế hệ mới của Samsung Galaxy Tab series và máy tính bảng Pro, nó còn bao gồm phiên bản 8,4-inch, Samsung Galaxy Tab Pro 8.4, phiên bản 10,1-inch, Samsung Galaxy Tab Pro 10.1, và phiên bản khác là 12,2 inch, Samsung Galaxy Note Pro 12.2. Nó được công bố vào 6 tháng 1 năm 2014. Ở Mỹ nó được phát hành vào tháng 2, giái khởi điểm là $499.

## Lịch sử
Galaxy Tab Pro 12.2 được công bố vào 6 tháng 1 năm 2014. Nó được ra mắt cùng với Galaxy Note Pro 12.2, Tab Pro 10.1, và Tab Pro 8.4 tại 2014 Consumer Electronics Show ở Las Vegas.

## Tính năng
Galaxy Tab Pro 12.2 phát hành cùng với Android 4.4 KitKat. Samsung tùy biến giao diện với TouchWiz UX. Cùng với Google apps, các ứng dụng của Samsung như ChatON, S Suggest, S Voice, Smart Remote và All Share Play.
Galaxy Tab Pro 10.1 có sẵn bản Wi-Fi, và biến thể 4G/LTE & Wi-Fi. Dung lượng lưu trữ từ 16 GB đến 32 GB tùy thuộc vào mẫu (32 GB vẫn chưa được phát hành và chưa công bố ngày tại thời điểm này), với khe thẻ nhớ mở rộng microSDXC. Nó có màn hình 10.1-inch WQXGA TFT với độ phân giải 2.560x1.600 pixel. Nó có máy ảnh trước 2 MP và 8 MP máy ảnh chính. Nó có thể quay video HD.

## Liên kết
- Website chính thức